# Museo Pedagógico y del Niño de Castilla-La Mancha
El museo del Niño de Castilla-La Mancha, es un museo que muestra la historia de la infancia y la educación situado en la ciudad española de Albacete. Es uno de los museos pedagógicos más importantes de España.

## Historia
El museo fue creado en 1987 por el profesor de Educación Primaria Juan Peralta con el objeto de recoger la historia de la infancia y la educación. Desde el año 2000 pertenece a la Junta de Comunidades de Castilla-La Mancha.

## Características
Como su propio nombre indica, el museo del Niño y Centro de Documentación Histórica de la Escuela es, por un lado, un museo, y, por el otro, un centro de documentación. El museo muestra la historia de la educación, el juego, el ajuar infantil, el mundo del cómic y los problemas de la infancia, mientras que el centro de documentación cuenta con archivo, biblioteca, fototeca, diateca y filmoteca especializadas.
Cuenta el museo con un boletín informativo denominado El Catón con información y reportajes que se publica periódicamente. Otro de los aspectos importantes de esta institución es su labor investigadora. Además, acoge exposiciones temporales.

## Contenidos

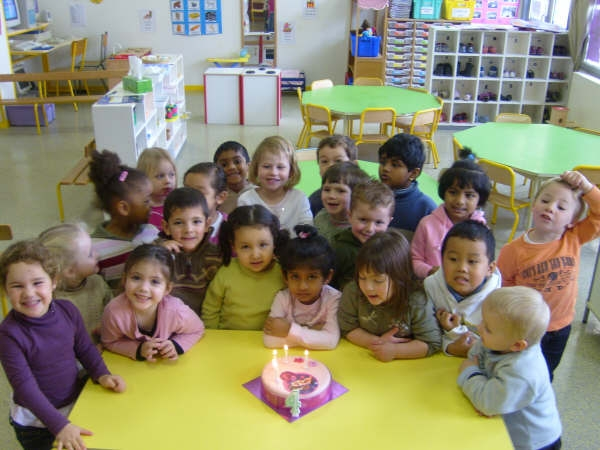
El Museo Pedagógico y del Niño de Castilla-La Mancha está dedicado a la infancia y la educación.

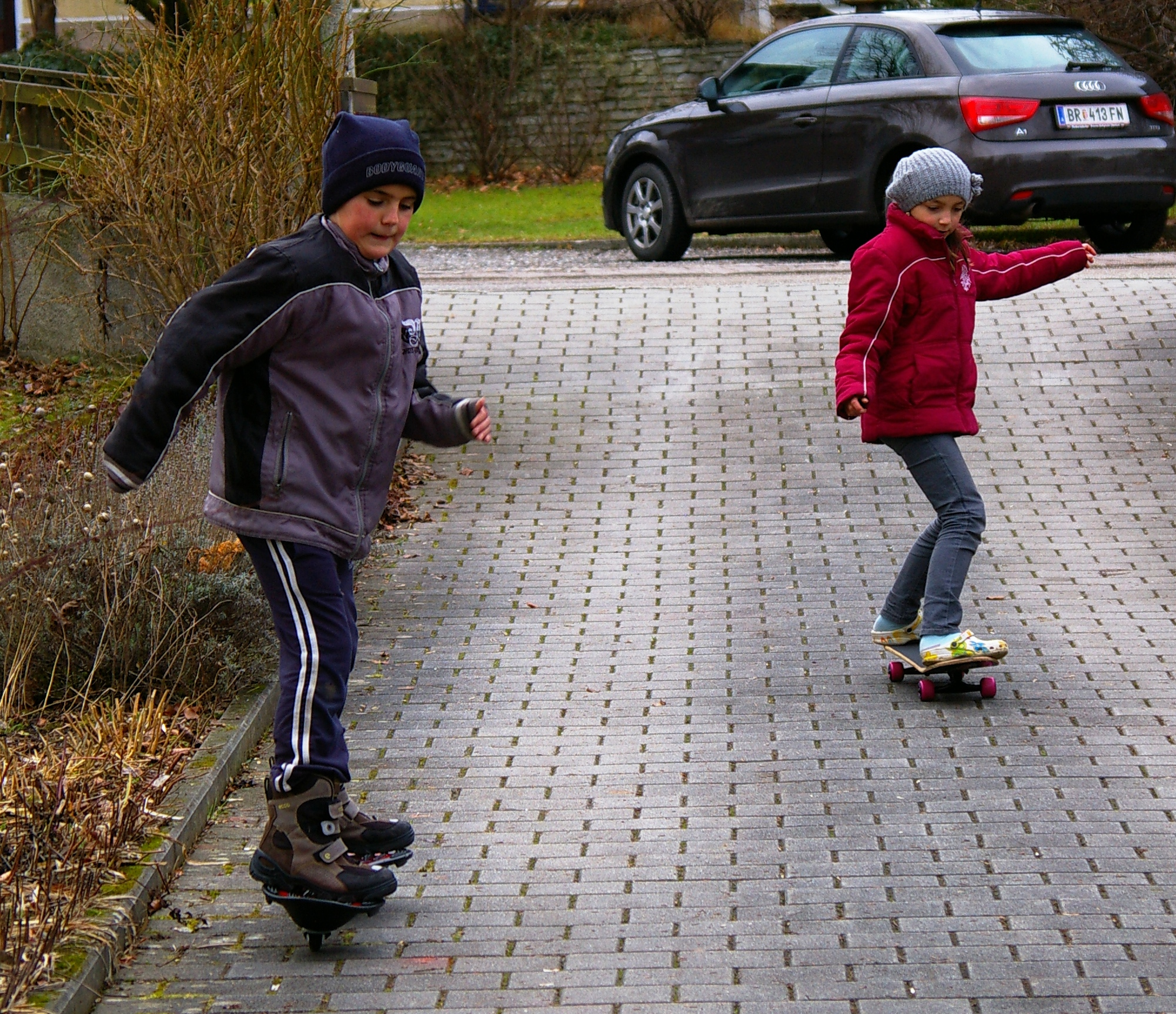
El juego en la infancia es uno de los aspectos que trata el Museo del Niño.

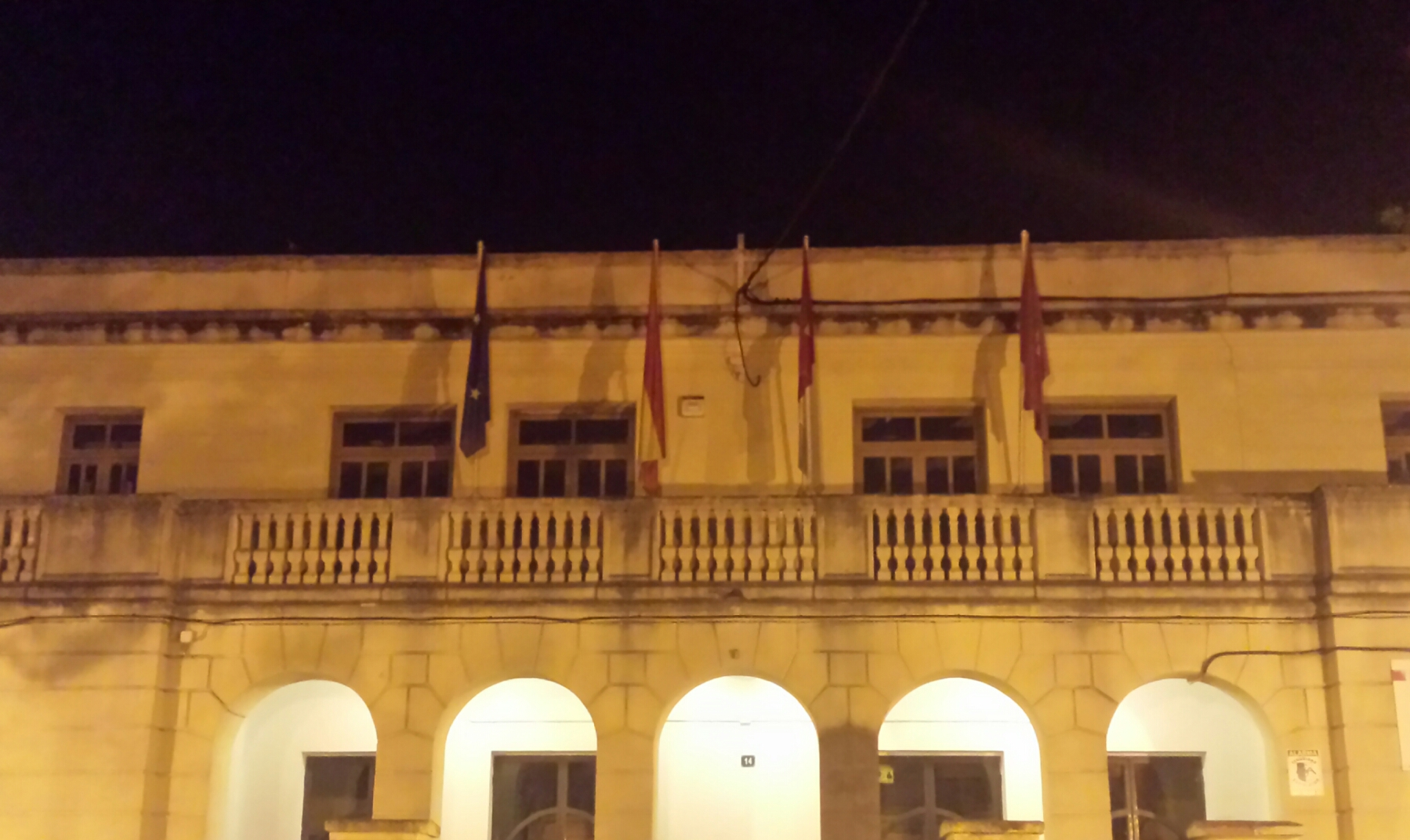
Vista nocturna del museo